# Centre historique de Sienne
Le centre historique de Sienne est le centre historique de la commune italienne de Sienne, dans la province de Sienne, en Toscane. Il est inscrit au patrimoine mondial de l'UNESCO depuis 1995.